# Saison 1974 de la WTA
Vainqueurs des tournois majeurs

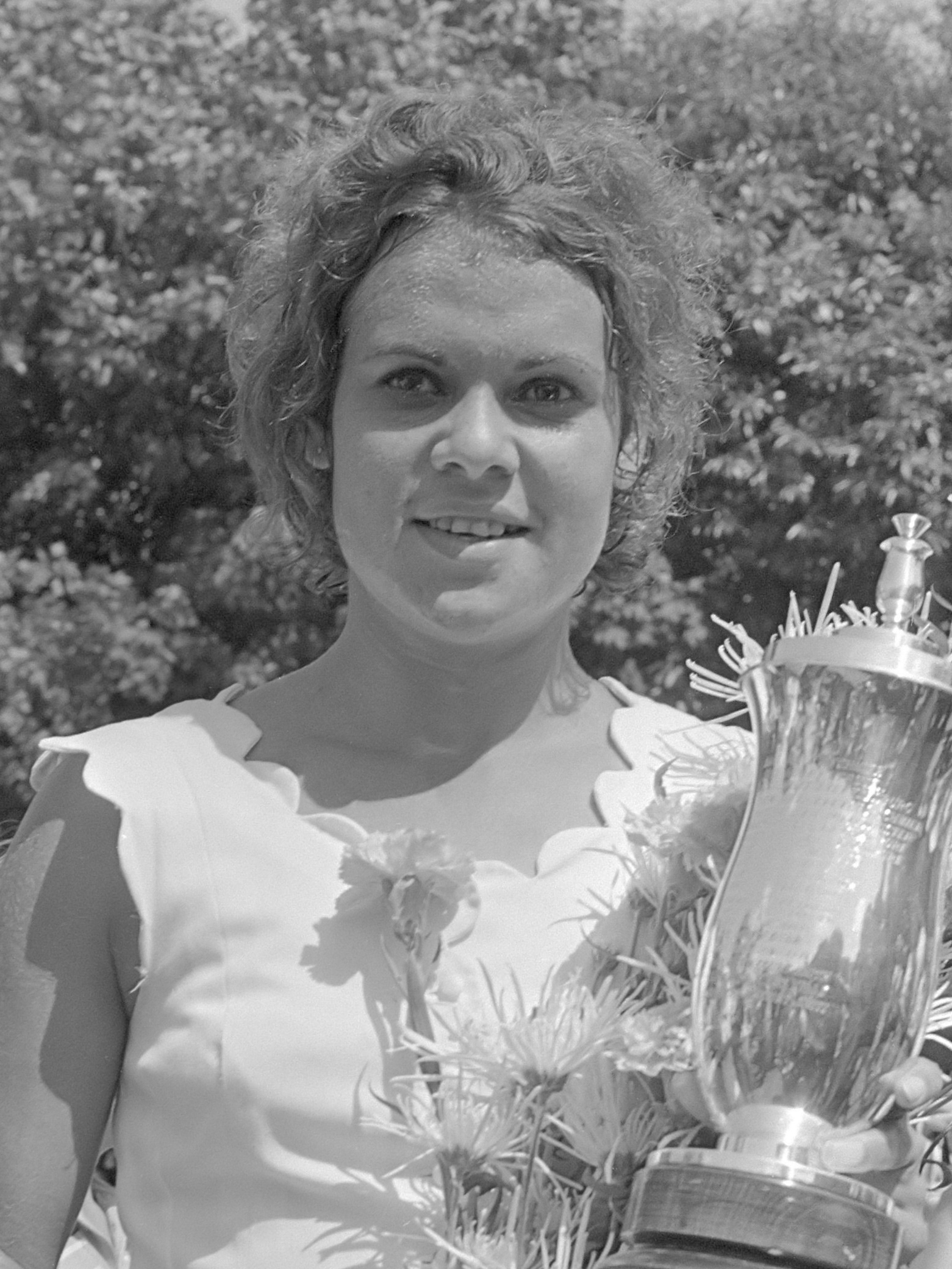
Evonne Goolagong en 1971

Résultats des tournois de tennis organisés par la Women's Tennis Association (WTA) en 1974 :

## Organisation de la saison
Indépendamment des quatre tournois du Grand Chelem (organisés par la Fédération internationale de tennis), la saison 1974 de tennis féminin  de la WTA est, pour l'essentiel, scindée en deux circuits professionnels majeurs : 
- les tournois du Virginia Slims Circuit, se déroulant exclusivement aux États-Unis. En octobre, le Masters voit s'affronter les joueuses ayant réalisé les meilleurs résultats de ce Virginia Slims Circuit.
- les tournois du Women's International Grand Prix, se tenant pour leur part dans le monde entier.

Un certain nombre de tournois n'appartiennent à aucun de ces deux circuits (« non-Tour events »).
À ce calendrier s'ajoutent aussi deux épreuves par équipes nationales : la Coupe de la Fédération et la Wightman Cup.

## Palmarès

### Simple
| No | Date       | Nom et lieu du tournoi                         | Catégorie | Dotation  | Surface         | Vainqueure           | Finaliste            | Score         |         |
| -- | ---------- | ---------------------------------------------- | --------- | --------- | --------------- | -------------------- | -------------------- | ------------- | ------- |
| 1  | 24/12/1973 | Australian Open, Melbourne                     | G. Chelem | NC        | Gazon (ext.)    | Evonne Goolagong     | Chris Evert          | 7-6, 4-6, 6-0 | Tableau |
| 2  | 29/12/1973 | New South Wales Championships, Sydney          |           | 35 000 $  | Gazon (ext.)    | Karen Krantzcke      | Evonne Goolagong     | 6-2, 6-3      | Tableau |
| 3  | 07/01/1974 | Benson & Hedges NZ Open, Auckland              |           | NC        | Gazon (ext.)    | Evonne Goolagong     | Ann Kiyomura         | 6-3, 6-1      | Tableau |
| 4  | 13/01/1974 | Virginia Slims of San Francisco, San Francisco | VS Tour   | 50 000 $  | Moquette (int.) | Billie Jean King     | Chris Evert          | 7-6, 6-2      | Tableau |
| 5  | 21/01/1974 | Virginia Slims of Mission Viejo, Palm Springs  | VS Tour   | 50 000 $  | Dur (ext.)      | Chris Evert          | Billie Jean King     | 6-3, 6-1      | Tableau |
| 6  | 28/01/1974 | Virginia Slims of Washington, Fairfax          | VS Tour   | 50 000 $  | Moquette (int.) | Billie Jean King     | Kerry Melville       | 6-0, 6-2      | Tableau |
| 7  | 04/02/1974 | The S & H Tennis Classic, Fort Lauderdale      | VS Tour   | 50 000 $  | Terre (ext.)    | Chris Evert          | Kerry Melville       | Forfait       | Tableau |
| 8  | 20/02/1974 | Virginia Slims of Detroit, Détroit             | VS Tour   | 50 000 $  | Moquette (int.) | Billie Jean King     | Rosie Casals         | 6-1, 6-1      | Tableau |
| 9  | 25/02/1974 | Virginia Slims of Chicago, Chicago             | VS Tour   | 50 000 $  | Moquette (int.) | Virginia Wade        | Rosie Casals         | 2-6, 6-4, 6-1 | Tableau |
| 10 | 05/03/1974 | Maureen Connolly Memorial, Dallas              | VS Tour   | 50 000 $  | Moquette (int.) | Chris Evert          | Virginia Wade        | 7-5, 6-2      | Tableau |
| 11 | 18/03/1974 | Akron Tennis Open, Akron                       |           | NC        | Moquette (int.) | Billie Jean King     | Nancy Richey-Gunter  | 6-3, 7-5      | Tableau |
| 12 | 25/03/1974 | S & H US Womens National Indoors, New York     | VS Tour   | 60 000 $  | Moquette (int.) | Billie Jean King     | Chris Evert          | 6-3, 3-6, 6-2 | Tableau |
| 13 | 08/04/1974 | First Federal of Sarasota, Sarasota            |           | 50 000 $  | Terre (ext.)    | Chris Evert          | Evonne Goolagong     | 6-4, 6-0      | Tableau |
| 14 | 15/04/1974 | Barnett Bank Masters, St. Petersburg           |           | 45 000 $  | Terre (ext.)    | Chris Evert          | Kerry Melville       | 6-0, 6-1      | Tableau |
| 15 | 22/04/1974 | Virginia Slims of Philadelphia, Philadelphie   | VS Tour   | 50 000 $  | Moquette (int.) | Olga Morozova        | Billie Jean King     | 7-6, 6-1      | Tableau |
| 16 | 29/04/1974 | Family Circle Cup, Hilton Head                 |           | 100 000 $ | Terre (ext.)    | Chris Evert          | Kerry Melville       | 6-1, 6-3      | Tableau |
| 17 | 20/05/1974 | German Open, Hambourg                          |           | NC        | Terre (ext.)    | Helga Masthoff       | Martina Navrátilová  | 6-4, 5-7, 6-3 | Tableau |
| 18 | 20/05/1974 | Rothmans British HC Championships, Bournemouth |           | 72 000 $  | Terre (ext.)    | Virginia Wade        | Julie Heldman        | 6-1, 3-6, 6-1 | Tableau |
| 19 | 27/05/1974 | Italian Open Championships, Rome               |           | 134000 $  | Terre (ext.)    | Chris Evert          | Martina Navrátilová  | 6-3, 6-3      | Tableau |
| 20 | 27/05/1974 | Rothmans Surrey GC Championships, Surbiton     |           | NC        | Gazon (ext.)    | Sue Barker           | Sue Mappin           | 6-2, 7-5      | Tableau |
| 21 | 03/06/1974 | Roland-Garros, Paris                           | G. Chelem | NC        | Terre (ext.)    | Chris Evert          | Olga Morozova        | 6-1, 6-2      | Tableau |
| 22 | 03/06/1974 | Rothmans Championships, Chichester             |           | NC        | Gazon (ext.)    | Paulina Peisachov    | Sue Barker           | 6-2, 6-2      |         |
| 23 | 10/06/1974 | Green Shield Kent Championships, Beckenham     |           | NC        | Gazon (ext.)    | Paulina Peisachov    | Kate Latham          | 5-7, 6-3, 6-4 | Tableau |
| 24 | 17/06/1974 | John Player Tennis Tournament, Eastbourne      |           | NC        | Gazon (ext.)    | Chris Evert          | Virginia Wade        | 7-5, 6-4      | Tableau |
| 25 | 24/06/1974 | The Championships, Wimbledon                   | G. Chelem | NC        | Gazon (ext.)    | Chris Evert          | Olga Morozova        | 6-0, 6-4      | Tableau |
| 26 | 08/07/1974 | Carroll's Irish Open Championships, Dublin     |           | NC        | Dur (ext.)      | Gail Sherriff        | Raquel Giscafré      | 6-4, 6-1      | Tableau |
| 27 | 08/07/1974 | Green Shield Welsh Championships, Newport      |           | NC        | Gazon (ext.)    | Julie Heldman        | Sue Mappin           | 6-3, 6-4      | Tableau |
| 28 | 08/07/1974 | Swedish Open Championships, Båstad             |           | NC        | Terre (ext.)    | Sue Barker           | Marijke Jansen       | 6-1, 7-5      | Tableau |
| 29 | 08/07/1974 | Swiss Open Championships, Gstaad               |           | NC        | Terre (ext.)    | Helga Schultze       | Lea Pericoli         | 4-6, 6-4, 6-3 | Tableau |
| 30 | 15/07/1974 | Head Cup Austrian Championships, Kitzbühel     |           | NC        | Terre (ext.)    | Mirka Koželuhová     | Mima Jaušovec        | 6-3, 6-0      |         |
| 31 | 15/07/1974 | Rothmans North of England Champ's, Hoylake     |           | NC        | Gazon (ext.)    | Jackie Fayter-Hough  | Patti Hogan          | 6-0, 7-5      | Tableau |
| 32 | 05/08/1974 | US Clay Court Championships, Indianapolis      |           | NC        | Terre (ext.)    | Chris Evert          | Gail Sherriff        | 6-0, 6-0      | Tableau |
| 33 | 12/08/1974 | Rothmans Canadian Open, Toronto                |           | NC        | Terre (ext.)    | Chris Evert          | Julie Heldman        | 6-0, 6-3      | Tableau |
| 34 | 18/08/1974 | Virginia Slims of Newport, Newport (RI)        |           | 30 000 $  | Gazon (ext.)    | Chris Evert          | Betsy Nagelsen       | 6-4, 6-3      | Tableau |
| 35 | 19/08/1974 | Eastern Mediquik Masters, South Orange         |           | 50000 $   | Gazon (ext.)    | Pam Teeguarden       | Dianne Fromholtz     | 7-5, 6-3      | Tableau |
| 36 | 26/08/1974 | US Open, Forest Hills                          | G. Chelem | NC        | Gazon (ext.)    | Billie Jean King     | Evonne Goolagong     | 3-6, 6-3, 7-5 | Tableau |
| 37 | 10/09/1974 | Trophée Raquette d'Or, Aix-en-Provence         |           | NC        | Terre (ext.)    | Gail Sherriff        | Odile de Roubin      | 6-4, 6-3      | Tableau |
| 38 | 16/09/1974 | Barnett Bank Tennis Classic, Orlando           |           | 50 000 $  | Terre (ext.)    | Martina Navrátilová  | Julie Heldman        | 7-6, 6-4      | Tableau |
| 39 | 23/09/1974 | Virginia Slims of Denver, Denver               | VS Tour   | 50 000 $  | Moquette (int.) | Evonne Goolagong     | Chris Evert          | 7-5, 3-6, 6-4 | Tableau |
| 40 | 30/09/1974 | Virginia Slims of Houston, Houston             |           | 50 000 $  | Dur (ext.)      | Chris Evert          | Virginia Wade        | 6-3, 5-7, 6-1 | Tableau |
| 41 | 07/10/1974 | Virginia Slims of Phoenix, Phoenix             |           | 50 000 $  | Dur (ext.)      | Virginia Wade        | Helen Gourlay        | 6-1, 6-2      | Tableau |
| 42 | 07/10/1974 | Melia Trophy, Madrid                           |           | NC        | Terre (ext.)    | Helga Masthoff       | Tine Zwaan           | 6-2, 6-4      |         |
| 43 | 07/10/1974 | Japan Open, Tokyo                              |           | NC        | Moquette (int.) | Maria Bueno          | Katja Ebbinghaus     | 3-6, 6-4, 6-3 |         |
| 44 | 14/10/1974 | Virginia Slims Championships, Los Angeles      | Masters   | 100 000 $ | Moquette (int.) | Evonne Goolagong     | Chris Evert          | 6-3, 6-4      | Tableau |
| 45 | 14/10/1974 | Spanish Championships, Barcelone               |           | NC        | Terre (ext.)    | Nathalie Fuchs       | Glynis Coles         | 7-5, 8-6      |         |
| 46 | 28/10/1974 | Dewar Cup of Cardiff, Cardiff                  | Dewar Cup | NC        | Moquette (int.) | Julie Heldman        | Glynis Coles         | 6-4, 6-2      | Tableau |
| 47 | 30/10/1974 | World Invitational Tennis Classic, Hilton Head |           | 40 000 $  | Dur (ext.)      | Chris Evert          | Virginia Wade        | 6-1, 6-3      | Tableau |
| 48 | 04/11/1974 | Dewar Cup of Edinburgh, Édimbourg              | Dewar Cup | NC        | Moquette (int.) | Virginia Wade        | Julie Heldman        | 6-3, 4-6, 6-2 | Tableau |
| 49 | 11/11/1974 | Dewar Cup Final, Londres                       | Dewar Cup | NC        | Moquette (int.) | Virginia Wade        | Julie Heldman        | 7-6, 6-2      | Tableau |
| 50 | 14/11/1974 | South African Open, Johannesburg               |           | NC        | Dur (ext.)      | Kerry Melville       | Dianne Fromholtz     | 6-3, 7-5      | Tableau |
| 51 | 18/11/1974 | Gunze Tournament, Hirakata                     |           | NC        | Moquette (int.) | Chris Evert          | Rosie Casals         | 6-0, 6-2      | Tableau |
| 52 | 18/11/1974 | South American Championships, Buenos Aires     |           | NC        | Terre (ext.)    | Raquel Giscafré      | Beatriz Araujo       | 7-5, 1-6, 6-2 |         |
| 53 | 25/11/1974 | Australian Hard Court Championships, Gympie    |           | NC        | Terre (ext.)    | Helen Anliot         | Natasha Chmyreva     | 6-1, 7-5      | Tableau |
| 54 | 25/11/1974 | Queensland State Open, Brisbane                |           | NC        | Gazon (ext.)    | Evonne Goolagong     | Cynthia Sieler       | 6-1, 6-2      | Tableau |
| 55 | 02/12/1974 | South Australian Championships, Adélaïde       |           | NC        | Gazon (ext.)    | Olga Morozova        | Evonne Goolagong     | 7-6, 2-6, 6-2 | Tableau |
| 56 | 09/12/1974 | Western Australian Championships, Perth        |           | NC        | Gazon (ext.)    | Margaret Smith Court | Olga Morozova        | 6-4, 7-5      | Tableau |
| 57 | 16/12/1974 | New South Wales Championships, Sydney          |           | NC        | Gazon (ext.)    | Evonne Goolagong     | Margaret Smith Court | 6-3, 7-5      | Tableau |

### Double
| No | Date       | Nom et lieu du tournoi                        | Catégorie | Dotation  | Surface         | Vainqueures                       | Finalistes                             | Score         |         |
| -- | ---------- | --------------------------------------------- | --------- | --------- | --------------- | --------------------------------- | -------------------------------------- | ------------- | ------- |
| 1  | 24/12/1973 | Australian Open Melbourne                     | G. Chelem | NC        | Gazon (ext.)    | Evonne Goolagong Peggy Michel     | Kerry Harris Kerry Melville            | 7-5, 6-3      | Tableau |
| 2  | 29/12/1973 | New South Wales Championships Sydney          |           | 35 000 $  | Gazon (ext.)    | Ann Kiyomura Kazuko Sawamatsu     | Janet Fallis Pam Whytcross             | 6-3, 6-3      | Tableau |
| 3  | 07/01/1974 | Benson & Hedges NZ Open Auckland              |           | NC        | Gazon (ext.)    | Evonne Goolagong Janet Young      | Peggy Michel Wendy Turnbull            | 7-6, 6-1      | Tableau |
| 4  | 13/01/1974 | Virginia Slims of San Francisco San Francisco | VS Tour   | 50 000 $  | Moquette (int.) | Chris Evert Billie Jean King      | Françoise Dürr Betty Stöve             | 6-4, 6-2      | Tableau |
| 5  | 21/01/1974 | Virginia Slims of Mission Viejo Palm Springs  | VS Tour   | 50 000 $  | Dur (ext.)      | Kerry Harris Lesley Hunt          | Chris Evert Billie Jean King           | 7-5, 6-4      | Tableau |
| 6  | 28/01/1974 | Virginia Slims of Washington Fairfax          | VS Tour   | 50 000 $  | Moquette (int.) | Billie Jean King Betty Stöve      | Françoise Dürr Kerry Harris            | 6-1, 6-7, 7-5 | Tableau |
| 7  | 04/02/1974 | The S & H Tennis Classic Fort Lauderdale      | VS Tour   | 50 000 $  | Terre (ext.)    | Françoise Dürr Betty Stöve        | Patti Hogan Sharon Walsh               | 6-3, 6-2      | Tableau |
| 8  | 20/02/1974 | Virginia Slims of Detroit Détroit             | VS Tour   | 50 000 $  | Moquette (int.) | Rosie Casals Billie Jean King     | Françoise Dürr Betty Stöve             | 2-6, 6-4, 7-5 | Tableau |
| 9  | 25/02/1974 | Virginia Slims of Chicago Chicago             | VS Tour   | 50 000 $  | Moquette (int.) | Chris Evert Billie Jean King      | Françoise Dürr Betty Stöve             | 3-6, 6-4, 6-4 | Tableau |
| 10 | 05/03/1974 | Maureen Connolly Memorial Dallas              | VS Tour   | 50 000 $  | Moquette (int.) | M. Fernández Martina Navrátilová  | Karen Krantzcke Virginia Wade          | 6-3, 3-6, 6-3 | Tableau |
| 11 | 18/03/1974 | Akron Tennis Open Akron                       |           | NC        | Moquette (int.) | Rosie Casals Billie Jean King     | Julie Heldman Olga Morozova            | 6-2, 6-4      | Tableau |
| 12 | 25/03/1974 | S & H US Womens National Indoors New York     | VS Tour   | 60 000 $  | Moquette (int.) | NC                                | NC                                     | NC            | Tableau |
| 13 | 08/04/1974 | First Federal of Sarasota Sarasota            |           | 50 000 $  | Terre (ext.)    | Chris Evert Evonne Goolagong      | Tory Ann Fretz Cecilia Martinez        | 6-2, 6-2      | Tableau |
| 14 | 15/04/1974 | Barnett Bank Masters St. Petersburg           |           | 45 000 $  | Terre (ext.)    | Olga Morozova Betty Stöve         | Chris Evert Evonne Goolagong           | 6-4, 6-2      | Tableau |
| 15 | 22/04/1974 | Virginia Slims of Philadelphia Philadelphie   | VS Tour   | 50 000 $  | Moquette (int.) | Rosie Casals Billie Jean King     | Kerry Harris Lesley Hunt               | 6-3, 7-6      | Tableau |
| 16 | 29/04/1974 | Family Circle Cup Hilton Head                 |           | 100 000 $ | Terre (ext.)    | Olga Morozova Rosie Casals        | Karen Krantzcke Helen Gourlay          | 6-2, 6-1      | Tableau |
| 17 | 20/05/1974 | Rothmans British HC Championships Bournemouth |           | 72 000 $  | Terre (ext.)    | Julie Heldman Virginia Wade       | Patti Hogan Sharon Walsh               | 6-2, 6-2      | Tableau |
| 18 | 20/05/1974 | German Open Hambourg                          |           | NC        | Terre (ext.)    | Raquel Giscafré Helga Schultze    | Martina Navrátilová Renáta Tomanová    | 6-3, 6-2      | Tableau |
| 19 | 27/05/1974 | Rothmans Surrey GC Championships Surbiton     |           | NC        | Gazon (ext.)    | Lesley Charles Sue Mappin         | Sue Barker Kate Latham                 | 6-1, 6-0      | Tableau |
| 20 | 27/05/1974 | Italian Open Championships Rome               |           | 134000 $  | Terre (ext.)    | Chris Evert Olga Morozova         | Helga Masthoff Heide Schildknecht      | forfait       | Tableau |
| 21 | 03/06/1974 | Roland-Garros Paris                           | G. Chelem | NC        | Terre (ext.)    | Chris Evert Olga Morozova         | Gail Sherriff Katja Ebbinghaus         | 6-4, 2-6, 6-1 | Tableau |
| 22 | 03/06/1974 | Rothmans Championships Chichester             |           | NC        | Gazon (ext.)    | Carrie Meyer Rowena Whitehouse    | Chris O'Neil Jenny Walker              | 6-1, 6-3      |         |
| 23 | 10/06/1974 | Green Shield Kent Championships Beckenham     |           | NC        | Gazon (ext.)    | Greer Stevens Rowena Whitehouse   | Sally Greer Betsy Nagelsen             | 6-2, 6-4      | Tableau |
| 24 | 17/06/1974 | John Player Tennis Tournament Eastbourne      |           | NC        | Gazon (ext.)    | Helen Gourlay Karen Krantzcke     | Chris Evert Olga Morozova              | 6-2, 6-0      | Tableau |
| 25 | 24/06/1974 | The Championships Wimbledon                   | G. Chelem | NC        | Gazon (ext.)    | Evonne Goolagong Peggy Michel     | Helen Gourlay Karen Krantzcke          | 2-6, 6-4, 6-3 | Tableau |
| 26 | 08/07/1974 | Swedish Open Championships Båstad             |           | NC        | Terre (ext.)    | Sue Barker Glynis Coles           | Fiorella Bonicelli Anna-Maria Nasuelli | 6-2, 6-0      | Tableau |
| 27 | 08/07/1974 | Green Shield Welsh Championships Newport      |           | NC        | Gazon (ext.)    | Lesley Charles Sue Mappin         | Julie Heldman Paulina Peisachov        | 5-0, ab.      | Tableau |
| 28 | 08/07/1974 | Carroll's Irish Open Championships Dublin     |           | NC        | Dur (ext.)      | Dianne Fromholtz Raquel Giscafré  | Mandy Morgan Pam Whytcross             | 6-2, 6-1      | Tableau |
| 29 | 08/07/1974 | Swiss Open Championships Gstaad               |           | NC        | Terre (ext.)    | Helga Schultze Lea Pericoli       | Kayoko Fukuoka Michelle Rodríguez      | 6-2, 6-0      | Tableau |
| 30 | 15/07/1974 | Head Cup Austrian Championships Kitzbühel     |           | NC        | Terre (ext.)    | Beatrix Klein Éva Szabó           | Ana María Arias Iris Riedel            | 6-1, 6-4      |         |
| 31 | 15/07/1974 | Rothmans North of England Champ's Hoylake     |           | NC        | Gazon (ext.)    | Jenny Dimond Dianne Fromholtz     | Patti Hogan Wendy Gilchrist            | 9-7, 6-3      | Tableau |
| 32 | 05/08/1974 | US Clay Court Championships Indianapolis      |           | NC        | Terre (ext.)    | Gail Sherriff Julie Heldman       | Chris Evert Jeanne Evert               | 6-3, 6-1      | Tableau |
| 33 | 12/08/1974 | Rothmans Canadian Open Toronto                |           | NC        | Terre (ext.)    | Gail Sherriff Julie Heldman       | Chris Evert Jeanne Evert               | 6-3, 6-4      | Tableau |
| 34 | 18/08/1974 | Virginia Slims of Newport Newport (RI)        |           | 30 000 $  | Gazon (ext.)    | Lesley Charles Sue Mappin         | Gail Sherriff Julie Heldman            | 6-2, 7-5      | Tableau |
| 35 | 19/08/1974 | Eastern Mediquik Masters South Orange         |           | 50000 $   | Gazon (ext.)    | Ann Kiyomura Pam Teeguarden       | Kathleen Harter Marita Redondo         | 6-2, 6-0      | Tableau |
| 36 | 26/08/1974 | US Open Forest Hills                          | G. Chelem | NC        | Gazon (ext.)    | Rosie Casals Billie Jean King     | Françoise Dürr Betty Stöve             | 7-6, 6-7, 6-4 | Tableau |
| 37 | 16/09/1974 | Barnett Bank Tennis Classic Orlando           |           | 50 000 $  | Terre (ext.)    | Françoise Dürr Betty Stöve        | Rosie Casals Billie Jean King          | 6-3, 6-7, 6-4 | Tableau |
| 38 | 23/09/1974 | Virginia Slims of Denver Denver               | VS Tour   | 50 000 $  | Moquette (int.) | Françoise Dürr Betty Stöve        | Mona Schallau Pam Teeguarden           | 6-2, 7-5      | Tableau |
| 39 | 30/09/1974 | Virginia Slims of Houston Houston             |           | 50 000 $  | Dur (ext.)      | Janet Newberry Wendy Overton      | Sue Stap Virginia Wade                 | 4-6, 7-5, 6-2 | Tableau |
| 40 | 07/10/1974 | Virginia Slims of Phoenix Phoenix             |           | 50 000 $  | Dur (ext.)      | Françoise Dürr Betty Stöve        | Mona Schallau Pam Teeguarden           | 6-3, 5-7, 6-3 | Tableau |
| 41 | 07/10/1974 | Melia Trophy Madrid                           |           | NC        | Terre (ext.)    | Lesley Charles Sue Mappin         | Kora Schediwy Helga Masthoff           | 6-2, ab.      |         |
| 42 | 07/10/1974 | Japan Open Tokyo                              |           | NC        | Moquette (int.) | Ann Kiyomura Kazuko Sawamatsu     | Kimiyo Hatanaka Janet Young            | 4-6, 6-4, 6-0 |         |
| 43 | 14/10/1974 | Virginia Slims Championships Los Angeles      | Masters   | 100 000 $ | Moquette (int.) | Rosie Casals Billie Jean King     | Françoise Dürr Betty Stöve             | 6-1, 6-7, 7-5 | Tableau |
| 44 | 28/10/1974 | Dewar Cup of Cardiff Cardiff                  | Dewar Cup | NC        | Moquette (int.) | Lesley Charles Sue Mappin         | Jackie Fayter-Hough Joyce Barclay      | 3-6, 6-2, 6-2 | Tableau |
| 45 | 30/10/1974 | World Invitational Tennis Classic Hilton Head |           | 40 000 $  | Dur (ext.)      | Evonne Goolagong Virginia Wade    | Chris Evert Billie Jean King           | 3-6, 6-4, 6-3 | Tableau |
| 46 | 04/11/1974 | Dewar Cup of Edinburgh Édimbourg              | Dewar Cup | NC        | Moquette (int.) | Mima Jaušovec Virginia Ruzici     | M. Fernández Raquel Giscafré           | 6-4, 4-6, 6-4 | Tableau |
| 47 | 11/11/1974 | Dewar Cup Final Londres                       | Dewar Cup | NC        | Moquette (int.) | Virginia Wade Sharon Walsh        | Lesley Charles Sue Mappin              | 6-2, 6-7, 6-2 | Tableau |
| 48 | 14/11/1974 | South African Open Johannesburg               |           | NC        | Dur (ext.)      | Ilana Kloss Kerry Melville        | Margaret Smith Court Dianne Fromholtz  | 6-3, 7-5      | Tableau |
| 49 | 18/11/1974 | Gunze Tournament Hirakata                     |           | NC        | Moquette (int.) | Rosie Casals Lesley Hunt          | Julie Heldman Kazuko Sawamatsu         | 6-3, 6-4      | Tableau |
| 50 | 18/11/1974 | South American Championships Buenos Aires     |           | NC        | Terre (ext.)    | Katja Ebbinghaus Helga Masthoff   | Beatriz Araujo Raquel Giscafré         | 6-0, 6-1      |         |
| 51 | 25/11/1974 | Queensland State Open Brisbane                |           | NC        | Gazon (ext.)    | Evonne Goolagong Peggy Michel     | Vicki Lancaster Cecilia Martinez       | 6-1, 6-2      | Tableau |
| 52 | 25/11/1974 | Australian Hard Court Championships Gympie    |           | NC        | Terre (ext.)    | NC                                | NC                                     | NC            | Tableau |
| 53 | 02/12/1974 | South Australian Championships Adélaïde       |           | NC        | Gazon (ext.)    | Evonne Goolagong Peggy Michel     | Martina Navrátilová Kazuko Sawamatsu   | 6-3, 4-6, 7-5 | Tableau |
| 54 | 09/12/1974 | Western Australian Championships Perth        |           | NC        | Gazon (ext.)    | Olga Morozova Martina Navrátilová | Lesley Hunt Kazuko Sawamatsu           | 6-1, 6-3      | Tableau |
| 55 | 16/12/1974 | New South Wales Championships Sydney          |           | NC        | Gazon (ext.)    | Evonne Goolagong Peggy Michel     | Olga Morozova Martina Navrátilová      | 6-7, 6-4, 6-1 | Tableau |

### Double mixte
| No | Date       | Nom et lieu du tournoi                        | Catégorie | Dotation | Surface      | Vainqueures                          | Finalistes                           | Score         |         |
| -- | ---------- | --------------------------------------------- | --------- | -------- | ------------ | ------------------------------------ | ------------------------------------ | ------------- | ------- |
| 1  | 20/05/1974 | German Open Hambourg                          |           | NC       | Terre (ext.) | Heide Schildknecht Jürgen Fassbender | Katja Ebbinghaus Hans-Jürgen Pohmann | 7-6, 6-3      | Tableau |
| 2  | 03/06/1974 | Roland-Garros Paris                           | G. Chelem | NC       | Terre (ext.) | Martina Navrátilová Iván Molina      | Rosie Darmon Marcello Lara           | 6-3, 6-3      | Tableau |
| 3  | 24/06/1974 | The Championships Wimbledon                   | G. Chelem | NC       | Gazon (ext.) | Billie Jean King Owen Davidson       | Lesley Charles Mark Farrell          | 6-3, 9-7      | Tableau |
| 4  | 26/08/1974 | US Open Forest Hills                          | G. Chelem | NC       | Gazon (ext.) | Pam Teeguarden Geoff Masters         | Chris Evert Jimmy Connors            | 6-1, 7-6      | Tableau |
| 5  | 30/10/1974 | World Invitational Tennis Classic Hilton Head |           | 40 000 $ | Dur (ext.)   | Billie Jean King Stan Smith          | Evonne Goolagong Rod Laver           | 3-6, 7-5, 6-3 | Tableau |
| 6  | 14/11/1974 | South African Open Johannesburg               |           | NC       | Dur (ext.)   | Margaret Smith Court Marty Riessen   | Ilana Kloss Jürgen Fassbender        | 6-0, 6-2      | Tableau |

## Classements de fin de saison
| Rang | Joueuse          |
| ---- | ---------------- |
| 1    | Billie Jean King |
| 2    | Evonne Goolagong |
| 3    | Chris Evert      |
| 4    | Virginia Wade    |
| 5    | Julie Heldman    |
| 6    | Rosie Casals     |
| 7    | Kerry Reid       |
| 8    | Olga Morozova    |
| 9    | Lesley Hunt      |
| 10   | Françoise Dürr   |

## Coupe de la Fédération
| Date     | Lieu                | Surf.        | Vainqueur                                              | Finaliste                               | Score |         |
| 13/05/74 | Naples, Naples T.C. | Terre (ext.) | Dianne Fromholtz Evonne Goolagong Janet Young-Langford | Sharon Walsh Jeanne Evert Julie Heldman | 2-1   | Tableau |

## Wightman Cup
Épreuve conjointement organisée par l'United States Tennis Association et la Lawn Tennis Association.
| Date | Lieu        | Vainqueur   | Perdant    | Score |
|      | Royaume-Uni | Royaume-Uni | États-Unis |       |

## Sources
- (en) Site officiel
- (en) [PDF] WTA Tour : palmarès complet 1971-2011